# Torii Kiyotada I
Torii Kiyotada I (japanisch 鳥居 清忠, Lebensdaten unbekannt) war ein japanischer Ukiyo-e-Künstler der Edo-Zeit.

## Leben
Torii Kiyotada war vermutlich ein Schüler von Torii Kiyonobu. Er lebte in Yonezawa-chō in Edo, im heutigen Stadtteil Higashi-Nihonbashi, 2-chōme. Seine künstlerische Tätigkeit fällt in die Zeit von Kyōhō (1716–1736) bis Kan’en (1748–1751). Er schuf Benizuri-e (紅刷絵, „Rot-Druck-Bild“) und Urushi-e (漆絵, „Lack-Bild“) mit Kabuki-Darstellungen, Uki-e (Perspektivbild) sowie auch einige Bilder im Nihonga-Stil. Die erhaltenen Einzelblattdrucke datieren zwischen 1718 und 1744.

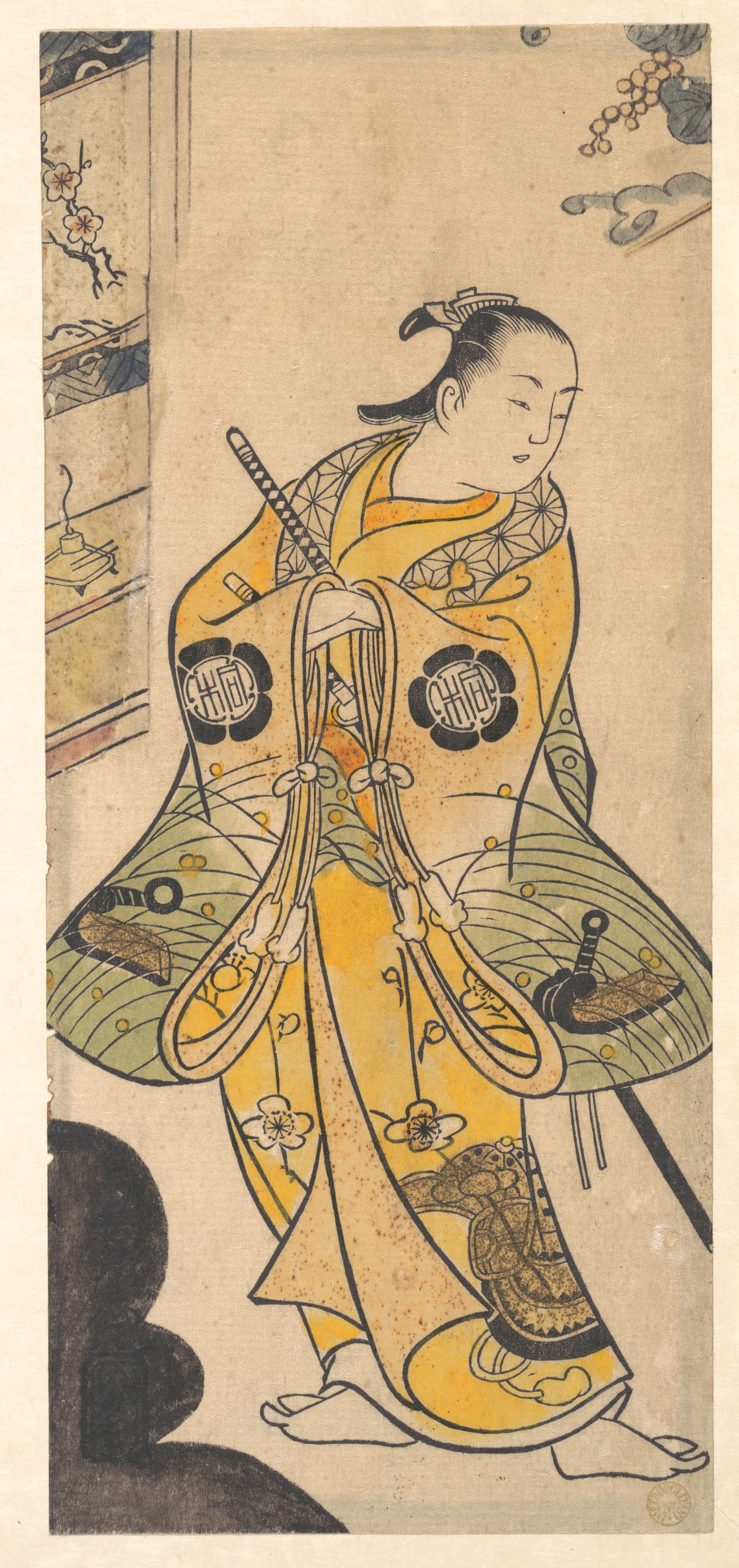
Torii Kiyotada I, Schauspieler als junger Samurai, Urushi-e, erste Hälfte 18. Jahrhundert, Metropolitan Museum of Art

## Werke
- „Sumō-Parodie auf die Soga-Brüder“ (相撲見立曽我, Sumō mitate Soga), Chūban, Urushi-e, erste Hälfte 18. Jahrhundert, Nationalmuseum Tōkyō[1]
- „Das große Tor, Neues Yoshiwara“ (新吉原大門口之図, Shin-Yoshiwara ōmonguchi no zu), Uki-e, 1740–1750[2]
- „Junges Mädchen mit einem Musikmanuskript“ (音曲正本を持つ娘, Onkyoku shōhon o motsu musume), Beni-e, circa 1718, Honolulu Museum of Art[3]

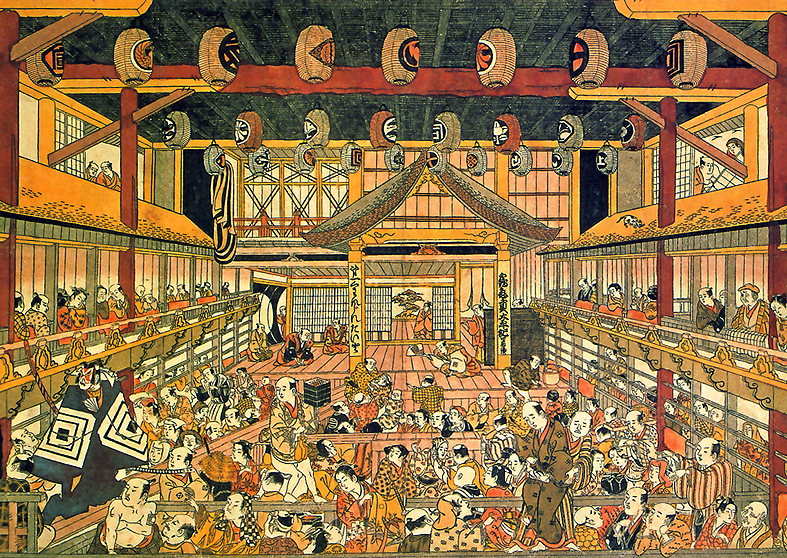
Torii Kiyotada I, Szene aus dem Kabuki-Stück „Shibaraku“ („Einen Moment!“), Urushi-e, Uki-e, 1746, bedeutendes Kunstobjekt (Jūyō bijutsuhin, 重要美術品), Hikaru Museum

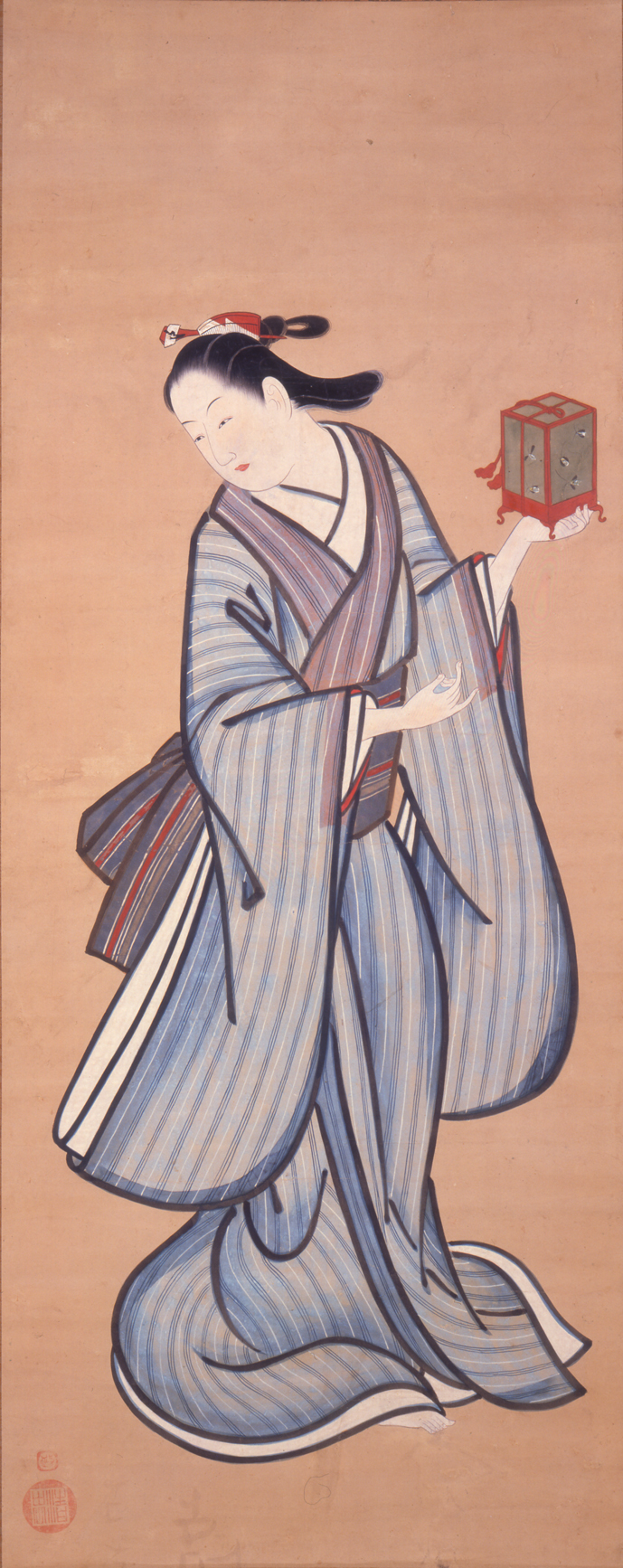
Torii Kiyotada I, Schönheit mit einem Glühwürmchenkäfig, Seidenmalerei, erste Hälfte 18. Jahrhundert, Präfekturmuseums Nara

- „Schönheit mit einem Glühwürmchenkäfig“, Seidenmalerei, erste Hälfte 18. Jahrhundert, Sammlung des Präfekturmuseums Nara (siehe Abbildung)
- „Chūshingura – Siebter Akt: Die Szene der vorgetäuschten Trunkenheit“ (仮名手本忠臣蔵七段目謀酔の段, Kanadehon Chūshingura shichi-danme bōsui no dan), Farbe auf Papier, ohne Signatur, 1749, Stadtmuseum Kōbe[4]